# Tremarctinae
Tremarctinae — підродина ведмедевих, яка має одного живого представника, очкового ведмедя (Tremarctos ornatus) з Південної Америки та декілька вимерлих видів з чотирьох родів: флоридський печерний ведмідь (Tremarctos floridanus), короткоморді північноамериканські ведмеді родів Plionarctos (P. edensis та P. harroldorum) та Arctodus (A. pristinus та A. simus), а також американські короткоморді ведмеді Arctotherium (включно з A. angustidens, A. vetustum, A. bonariense, A. wingei та A. tarijense), а також Plionarctos (P. edensis і P. harroldorum), який, як вважають, є предком інших трьох родів.
 Серед них гігантські короткоморді ведмеді (Arctodus simus і Arctotherium angustidens), можливо, були найбільшими хижими тваринами Америки.
Вважається, що група виникла в східній частині Північної Америки, а потім вторглася в Південну Америку під час Великого міжамериканського обміну.
Більшість короткомордих ведмедів вимерли наприкінці плейстоцену.

## Еволюція

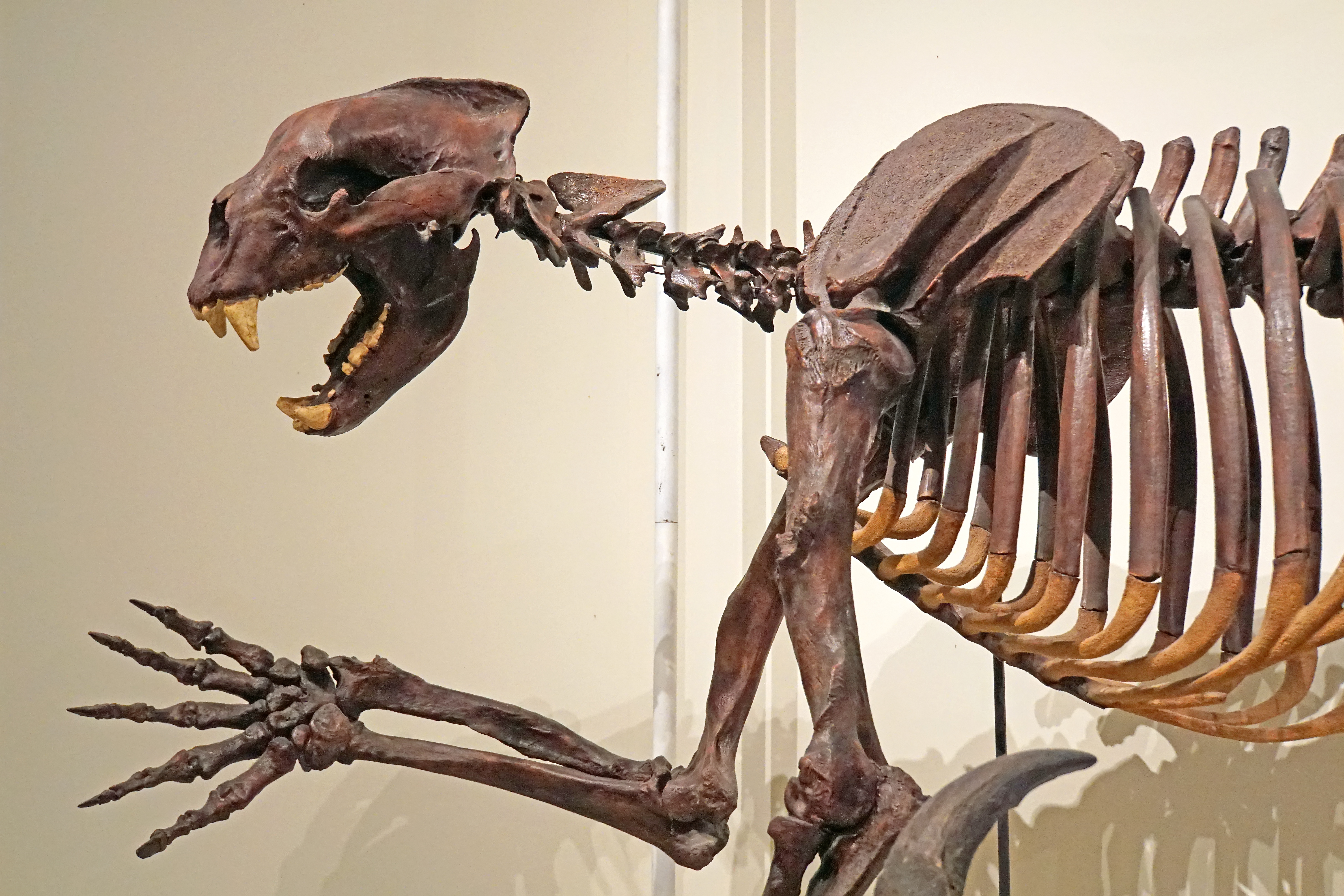
Реконструкція скелета Arctodus simus.

Tremarctinae походять від спільного предка, Plionarctos, у середньому гемпфіллі (найдавніший пізній міоцен, ~10 млн років) Північної Америки; Plionarctos востаннє зареєстровано на початку бланкана (ранній пліоцен, ~3,3 млн років тому).
Навколо межі між міоценом і пліоценом (~5 млн років) Tremarctinae разом з іншими урсидами зазнали вибухового випромінювання різноманітності, оскільки домінувала рослинність C4 (злакові) і відкриті середовища існування, світ пережив значне зниження температури та посилення сезонності, а також фауністичний оборот, який знищив 60–70 % усіх родів фауни Євразії, і 70–80 % родів Північної Америки.

Згідно з дослідженням 2016 року встановлено, що середній час дивергенції для Arctotherium, Arctodus і Tremarctos становить 4,8 млн років тому, а між Arctotherium і Tremarctos — 4,1 млн років.

Подальше дослідження розрахувало час дивергенції між Arctodus і Tremarctos — 5,5 млн років.

Усі три роди вперше зареєстровані в бланкані (межа пліоцену/плейстоцену) Північної Америки.

Arctotherium вперше зареєстрований у пізньому пліоцені Сальвадору.

У ранньому плейстоцені короткоморді ведмеді почали активніше заселяти як Північну, так і в Південну Америку.

Arctodus pristinus середнього розміру мав широкий ареал на північноамериканському континенті, а Tremarctos floridanus — ендемік узбережжя Мексиканської затоки.
Перші знахідки Arctotherium у Південній Америці належать до гігантського Arctotherium angustidens, можливо, найбільшого хижого наземного ссавця в Аргентині приблизно 1 млн років. Яка була еволюційна історія Arctotherium за попередні 1,5 мільйона років і їхня історія в Південній Америці, не з'ясовано.
У середньому плейстоцені як Arctodus, так і Arctotherium поступилися місцем новим формам; Arctodus pristinus поступився місцем величезному Arctodus simus, який мав ареал від Аляски до Мексики.

Arctotherium angustidens , з іншого боку, був замінений декількома видами середнього розміру — Arctotherium vetustum, потім незабаром після цього Arctotherium bonariense та Arctotherium tarijense.

Хоча Arctotherium wingei відомий лише з пізнього плейстоцену, архаїчніше положення виду в родоводі Arctotherium також припускає походження в середньому плейстоцені.
Arctotherium wingei був єдиним відомим видом Arctotherium, який в основному мав ареал на північ від Південного конуса

та знову заселив Центральну Америку.

Наприкінці плейстоцену Arctodus simus, Tremarctos floridanus, Arctotherium tarijense та Arctotherium wingei разом мали ареал від Аляски до найпівденнішої Патагонії. Усі ці видми вимерли до кінця раннього голоцену.

Приблизно в цей час Tremarctos ornatus, (очковий ведмідь), з'явився серед скам'янілостей Південної Америки.

Науковці вважають, що очковий ведмідь мігрував до Центральної та Південної Америки після вимирання Arctotherium wingei, якщо плейстоценові знахідки Андського Arctotherium sp. не є очковим ведмедем.

## Систематика
Традиційно Plionarctos та Tremarctos розглядалися як базальні групи по відношенню до клади, що включає роди Arctodus та Arctotherium
 Вивчення спорідненості ведмедів, що належать до Arctotherium, показує, що вони є ближчими родичами очкового ведмедя, ніж Arctodus, що означає конвергентну еволюцію великих розмірів у двох лініях

### Таксономія
Наступна таксономія Tremarctinae представлена в роботі Mitchell et al. (2016):
- Підродина Tremarctinae (Merriam & Stock, 1925)
  - † Plionarctos (Frick, 1926)
    - † Plionarctos harroldorum (Tedfored & Martin, 2001)
    - † Plionarctos edensis (Frick, 1926)

  - † Arctodus (Leidy, 1854)
    - † Arctodus simus (Cope, 1879)
    - † Arctodus pristinus (Leidy, 1854)

  - † Arctotherium (Burmeister, 1879)
    - † Arctotherium angustidens (Gervais & Ameghino, 1880)
    - † Arctotherium vetustum (Ameghino, 1885)
    - † Arctotherium wingei (Ameghino, 1902)
    - † Arctotherium bonariense (Gervais, 1852)
    - † Arctotherium tarijense (Ameghino, 1902)

  - Tremarctos (Gervais, 1855)
    - † Tremarctos floridanus (Gildey, 1928)
    - Tremarctos ornatus (Кюв'є, 1825)